# Sunshine of Your Love
Singles de Cream
Spoonful
(1967) Anyone for Tennis
(1968)
Sunshine of Your Love est une chanson du groupe britannique Cream, parue sur l'album Disraeli Gears en 1967. Également parue en single, elle s'est classée 25e au Royaume-Uni et 5e aux États-Unis.
En 2003, elle est classée par Rolling Stone magazine au 65e rang  parmi les « 500 meilleures chansons de tous les temps ». Elle est également sélectionnée par le Rock and Roll Hall of Fame, en 1995, comme l'une des « 500 chansons qui ont façonné le rock 'n' roll ».

## Musiciens
- Jack Bruce : basse, chant
- Eric Clapton : guitare, chant
- Ginger Baker : batterie

## Reprises
Jimi Hendrix a fréquemment repris Sunshine of Your Love en concert en 1968-1969.
Autres reprises :
- Ella Fitzgerald sur l'album Sunshine of Your Love (1969)
- The 5th Dimension sur l'album The Age Of Aquarius (1969)
- CCS sur l'album The Best Band in the Land (1973)
- Frank Zappa sur l'album The Best Band You Never Heard in Your Life (1991)
- Dread Zeppelin sur l'album The Fun Sessions (1996)
- Bobby McFerrin sur l'album Simple Pleasure (1998)
- Francis Lockwood sur l'album Jimi's Color (2001)
- Toto sur l'album Through the Looking Glass (2002)
- Ozzy Osbourne sur l'album Under Cover (2005)
- Jose Feliciano durant certains concerts (2008)
- Carlos Santana sur l'album Guitar Heaven: The Greatest Guitar Classics of All Time (2010)

## Utilisation
- On peut entendre cette chanson dans Les Affranchis de Martin Scorsese lorsqu'un plan zoome sur Jimmy Conway (Robert De Niro) et dans Retour vers l'enfer de Ted Kotcheff
- Cette chanson apparaît également dans les épisodes des Simpson La Mère d'Homer et Hippie Hip Hourra !.
- La partie instrumentale de cette chanson est jouée à l'envers pour le sketch (lui-même joué à l'envers) des Nuls sur le LSD.
- Une reprise de la chanson apparaît dans le jeu vidéo Guitar Hero III: Legends of Rock.
- La chanson est aussi entendu dans Blood Ties.
- Dans le film Rock Academy, on peut entendre cette musique lorsque Dewey Finn, va chercher les guitares dans sa camionnette.